# Raph (Schauspielerin)

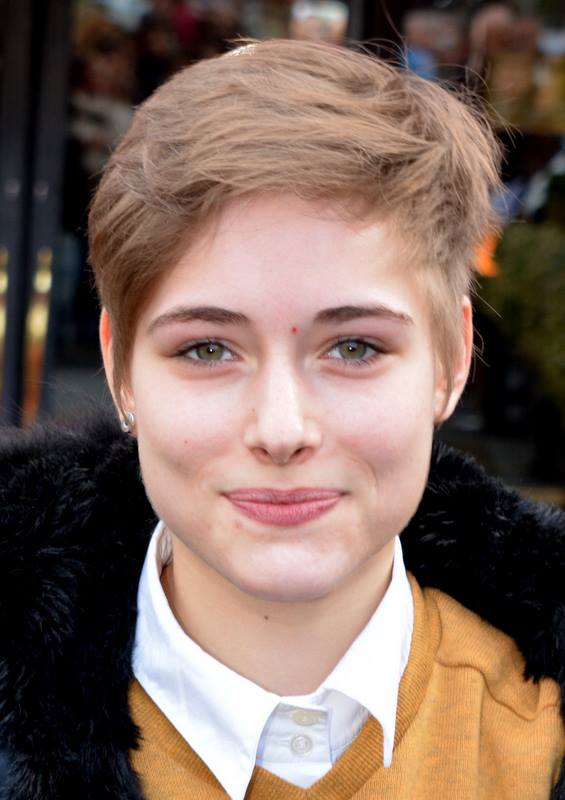
Raph 2017

Raph (* Ende der 1990er-Jahre) ist der Künstlername einer französischen Schauspielerin.

## Leben
Raph hält ihren Namen und ihre Herkunft geheim. Den Namen „Raph“ wählte sie als Pseudonym, unter dem sie in der Öffentlichkeit auftritt. Sie wuchs in Nordfrankreich auf und besuchte das Gymnasium in Blaringhem, das sie im Juni 2016 mit dem Baccalauréat abschloss.
Bereits in der Schule weckte Raphs Theaterlehrerin ihr Interesse am Schauspiel. Während der Schulzeit realisierte sie mit anderen Schülern das Theaterprojekt Seventeen am Theater Le Palace et le Colisée in Roubaix und besuchte einen Theaterkurs. Regisseur Bruno Dumont entdeckte sie über Fotos, die sie auf Facebook veröffentlicht hatte, und engagierte sie 2014 für seinen Film Die feine Gesellschaft, in dem die androgyne Jugendliche die Rolle des Jungen Billie übernahm. Für ihre Darstellung wurde sie 2017 für einen César in der Kategorie Beste Nachwuchsdarstellerin und einen Prix Lumières, ebenfalls als Beste Nachwuchsdarstellerin, nominiert.